# Гебль, Полина
Жанетта-Полина Гебль (фр. Pauline Geuble; 9 июня 1800, Лотарингия — 14 [26] сентября 1876, Нижний Новгород) — французская модистка, ставшая в Сибири женой ссыльного декабриста Ивана Александровича Анненкова. Имя в замужестве — Прасковья Егоровна Анненкова.
Романтическая история её замужества вдохновила Александра Дюма написать роман «Учитель фехтования», а режиссёр Александр Ивановский сделал историю их отношений одной из важнейших сюжетных линий в кинофильме «Декабристы». Аналогично поступил режиссёр Владимир Мотыль в фильме «Звезда пленительного счастья». Юрий Шапорин написал оперу «Декабристы», которая в первой редакции называлась «Полина Гёбль».

## Биография
Полина Гебль родилась 9 июня 1800 года в Лотарингии, в замке Шампиньёль. Отец — наполеоновский офицер, был казначеем во флоте, награждён орденом Почётного легиона.
В 1823 году приехала в Москву на работу в качестве модистки в торговой фирме «Дюманси», размещавшейся на Кузнецком Мосту в бывшем доме гостиницы и ресторана «Яр». Летом 1825 года на ярмарке в Пензе познакомилась с Иваном Анненковым, жившим в Москве также на Кузнецком Мосту в доме своей матери. В Симбирской, Пензенской и Нижегородской губерниях у Анненковых были имения, и молодые под видом объезда их, совершили краткое путешествие. В июле-августе 1825 г., за полгода до восстания на Сенатской площади, Полина с будущим мужем —  Иваном Анненковым, провели лето у его матери Анны Ивановны в селе Пятино. В одной из своих деревень он договорился со священником и нашёл свидетелей, чтобы обвенчаться с Полиной, но она, боясь гнева матери Ивана, отказалась от обряда. В Москву они вернулись в ноябре 1825 года.
После восстания декабристов 14 декабря 1825 года И. А. Анненков был арестован и осуждён. После ссылки И. А. Анненкова в Сибирь Полина обратилась к императору с просьбой разрешить ей следовать за ним. Письмо было написано на французском языке, родном языке Гебль, вместо русского, что являлось нарушением этикета обращения к императору:
Ваше Величество,

Позвольте матери броситься к ногам Вашего Величества и попросить как милости позволения разделить ссылку с её незаконным супругом. Религия, Ваша воля, Государь, и закон учат нас, как исправлять свои ошибки. От всего моего сердца я приношу себя в жертву человеку, без которого я более не могу долго жить… Согласитесь, Государь, открыть состраданию Вашу большую душу, великодушно позволяя мне разделить с ним ссылку. Я отказываюсь от моей национальной принадлежности и готова подчиниться Вашим законам. У подножия Вашего трона я умоляю Вас на коленях даровать мне эту милость. Я надеюсь на неё. Остаюсь, Государь, покорной и преданной подданной Вашего Величества.
Царь спросил через московского губернатора, сколько ей нужно денег на дорогу, и прислал 3000 рублей. Полина оставила дочь Александру, рождённую вне брака, своей будущей свекрови. Не зная русского языка, с двумя слугами Полина Гебль отправилась 23 декабря 1827 года в Читу. Добралась до Читы 5 марта 1828 года и 4 апреля 1828 года в деревянной Михайло-Архангельской церкви Читы была венчана с Иваном Александровичем Анненковым. Жених был приведен в церковь в кандалах, которые сняли на время совершения обряда, затем снова были надеты.
В 1856 году, после 30 лет жизни в Сибири, Анненковы получили разрешение выехать из мест ссылки. Жить в Петербурге и Москве им было запрещено. Анненковы поселились в Нижнем Новгороде в июне 1857 года. Полина Анненкова умерла 14 (26) сентября 1876 года, успев продиктовать дочери Ольге воспоминания о своей жизни. Ольга Ивановна перевела их с французского и издала в 1888 году в «Русской старине».
Анненковы были похоронены на Казанском кладбище при Крестовозвиженском монастыре. В 1953 году в связи с ликвидацией этого некрополя надгробный крест с могилы Ивана и Прасковьи Анненковых и их сына Николая был перенесён на Бугровское кладбище.

## Дети
Прасковья Егоровна Анненкова рожала восемнадцать раз, из них благополучно только семь.
- Александра Ивановна (1826—1880), замужем за майором Алексеем Григорьевичем Тепловым.
- Анна Ивановна (1829—1833)
- Ольга Ивановна (1830—1891), участница Женской издательской артели[9], с 1852 года жена К. И. Иванова, впоследствии генерал-лейтенанта.
- Владимир Иванович (1831—1897)
- Иван Иванович (1835—1876/1886)
- Николай Иванович (1838—1873)
- Наталья Ивановна (1842—1894)

## Образ в кино
- «Декабристы» — Варвара Анненкова
- «Звезда пленительного счастья» — Эва Шикульская